# 默基特希臘禮天主教阿勒頗總教區
默基特希臘禮天主教阿勒頗總教區（拉丁語：Archidioecesis Aleppensis o Beroeensis Graecorum Melkitarum）是敘利亞一個東儀天主教總教區（默基特希臘禮），直屬聖座。
4世紀升為教區，6世紀升為總教區。總教區包括北部阿勒頗省、代爾祖爾省、伊德利卜省、哈塞克省和拉卡省。2009年有十七名司鐸、十個堂區、17,000名教友。現任教區總主教為若望-克肋孟·尚巴爾。